# Víctor IV (antipapa, 1159-1164)
Víctor IV, antipapa de la Iglesia católica de Roma, entre 1159 y 1164.

## Carrera
Nacido con el nombre de Ottaviano Crescenzi di Monticelli en la ciudad de Tivoli, península itálica, en el año 1095, muriendo en Lucca el 20 de abril de 1164
Fue cardenal de la Basílica de Santa Cecilia antes de ser elegido como antipapa por los gibelinos en 1159, siguiendo a la muerte del papa Adriano IV y de la elección de Alejandro III. Su elección fue apoyada por el emperador Federico I Barbarroja.
Fue descrito por Juan de Salisbury como elocuente y refinado, pero mezquino y parsimonioso. Al ser enviado con el cardenal Jordan de Santa Susana como legado papal para convocar a Conrado III de Alemania a Italia para ser coronado Sacro Emperador Romano, se involucró en un altercado con su co-legado y, en las palabras de Salisbury, «hizo de la Iglesia un hazmerreír».